# Kolena, Stara Zagora
Kolena (în bulgară Колена) este un sat în comuna Stara Zagora, regiunea Stara Zagora,  Bulgaria. 

## Demografie
Componența etnică a satului Kolena
     Romi (7,58%)
     Bulgari (89,16%)
     Nicio identificare (3,24%)
     Altele (0%)
La recensământul din 2011, populația satului Kolena era de 277 locuitori. Din punct de vedere etnic, majoritatea locuitorilor (89,16%) erau bulgari, cu o minoritate de romi (7,58%). Pentru 3,24% din locuitori nu este cunoscută apartenența etnică.